# Isobutansyra
Isobutansyra är en karboxylsyra som är en isomer till smörsyra och har formeln C3H7COOH. Den förekommer naturligt i växterna johannesbrödsträd och slåttergubbe.

## Egenskaper
Isobutansyra har en syrakonstant på 4,84. Dess salter är mer vattenlösliga än motsvarande salt av smörsyra.

## Framställning
Det kan framställas genom oxidation av isobutanol.
{\displaystyle {\rm {C_{4}H_{9}OH+O_{2}\rightarrow C_{3}H_{7}COOH+H_{2}O}}}
Isobutansyra kan också framställas genom oxidation av isobutanal med ett starkt oxidationsmedel som till exempel salpetersyra (HNO3).
{\displaystyle {\rm {C_{4}H_{8}O+HNO_{3}\rightarrow C_{3}H_{7}COOH+HNO_{2}}}}

## Användning
Estrar av isobutansyra används i kosmetika och parfym.
Det kan också används för att framställa metakrylsyra genom dehydrogenering.
{\displaystyle {\rm {C_{3}H_{7}COOH+H_{2}O+O_{2}\rightarrow C_{3}H_{5}COOH+2\ H_{2}O}}}